# Brandon (Mississipi)
Brandon és una població dels Estats Units a l'estat de Mississipi. Segons el cens del 2000 tenia 16.436 habitants.

## Demografia
Segons el cens del 2000, Brandon tenia 16.436 habitants, 6.295 habitatges, i 4.595 famílies. La densitat de població era de 298,5 habitants per km².
Dels 6.295 habitatges en un 36% hi vivien nens de menys de 18 anys, en un 59% hi vivien parelles casades, en un 11,4% dones solteres, i en un 27% no eren unitats familiars. En el 23,4% dels habitatges hi vivien persones soles el 7,4% de les quals corresponia a persones de 65 anys o més que vivien soles. El nombre mitjà de persones vivint en cada habitatge era de 2,53 i el nombre mitjà de persones que vivien en cada família era de 3.
Per edats la població es repartia de la següent manera: un 25,2% tenia menys de 18 anys, un 8,3% entre 18 i 24, un 30,4% entre 25 i 44, un 24,5% de 45 a 60 i un 11,5% 65 anys o més.
L'edat mediana era de 36 anys. Per cada 100 dones de 18 o més anys hi havia 86 homes.
La renda mediana per habitatge era de 53.246 $ i la renda mediana per família de 63.098 $. Els homes tenien una renda mediana de 42.414 $ mentre que les dones 28.128 $. La renda per capita de la població era de 24.020 $. Entorn del 4,1% de les famílies i el 6% de la població estaven per davall del llindar de pobresa.

## Poblacions més properes
El següent diagrama mostra les poblacions més properes.